# Iglesia de Santa Bárbara (Quito)
La Iglesia de Santa Bárbara es un templo católico ubicado entre las calles García Moreno y Manabí en el extremo norte del Centro Histórico de Quito. Situada en las faldas de la Loma de San Juan, esta iglesia marca el inicio de la antigua Calle de las Siete Cruces. Fue fundada en el siglo XVI y reconstruida en su estilo neoclásico actual en el siglo XIX.

## Historia

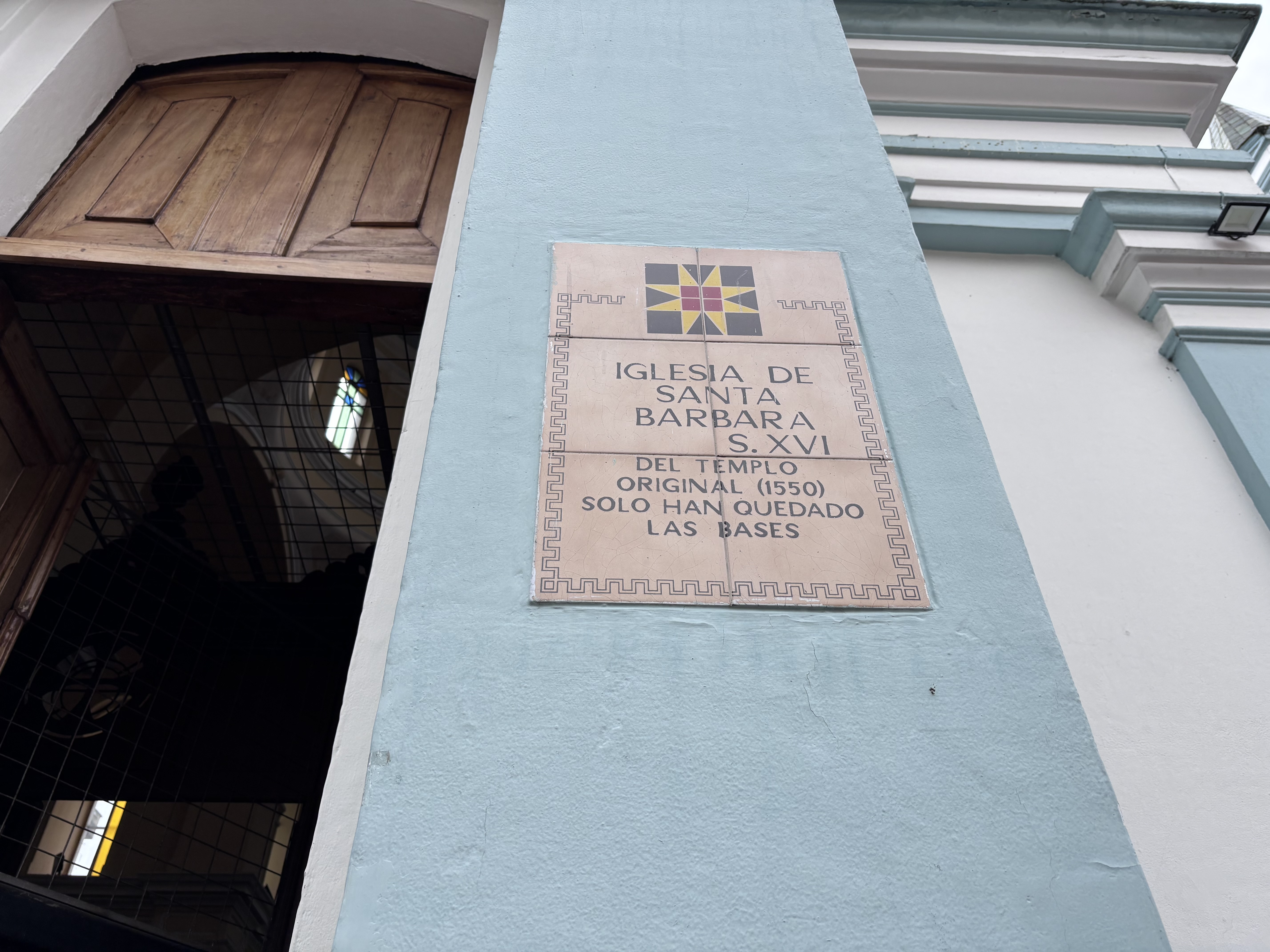
Placa

La Iglesia de Santa Bárbara fue construida en el siglo XVIen las faldas de la Loma de San Juan. Contando en sentido norte-sur: esta es la primera de una serie de seis iglesias, y una casa de retiro jesuita, cuyas cruces de piedra conformaban la antigua Calle de las Siete Cruces (actual Calle García Moreno). Se considera que el emplazamiento de estos siete edificios religiosos fue estratégico puesto que se estima que la Calle de las Siete Cruces fue una antigua vía prehispánica que conectaba un templo del Sol ubicado en la Loma de Yavirac (actual El Panecillo) y un templo dedicado a la Luna en la Loma de Huanacauri (actual barrio de San Juan).

### Reconstrucción

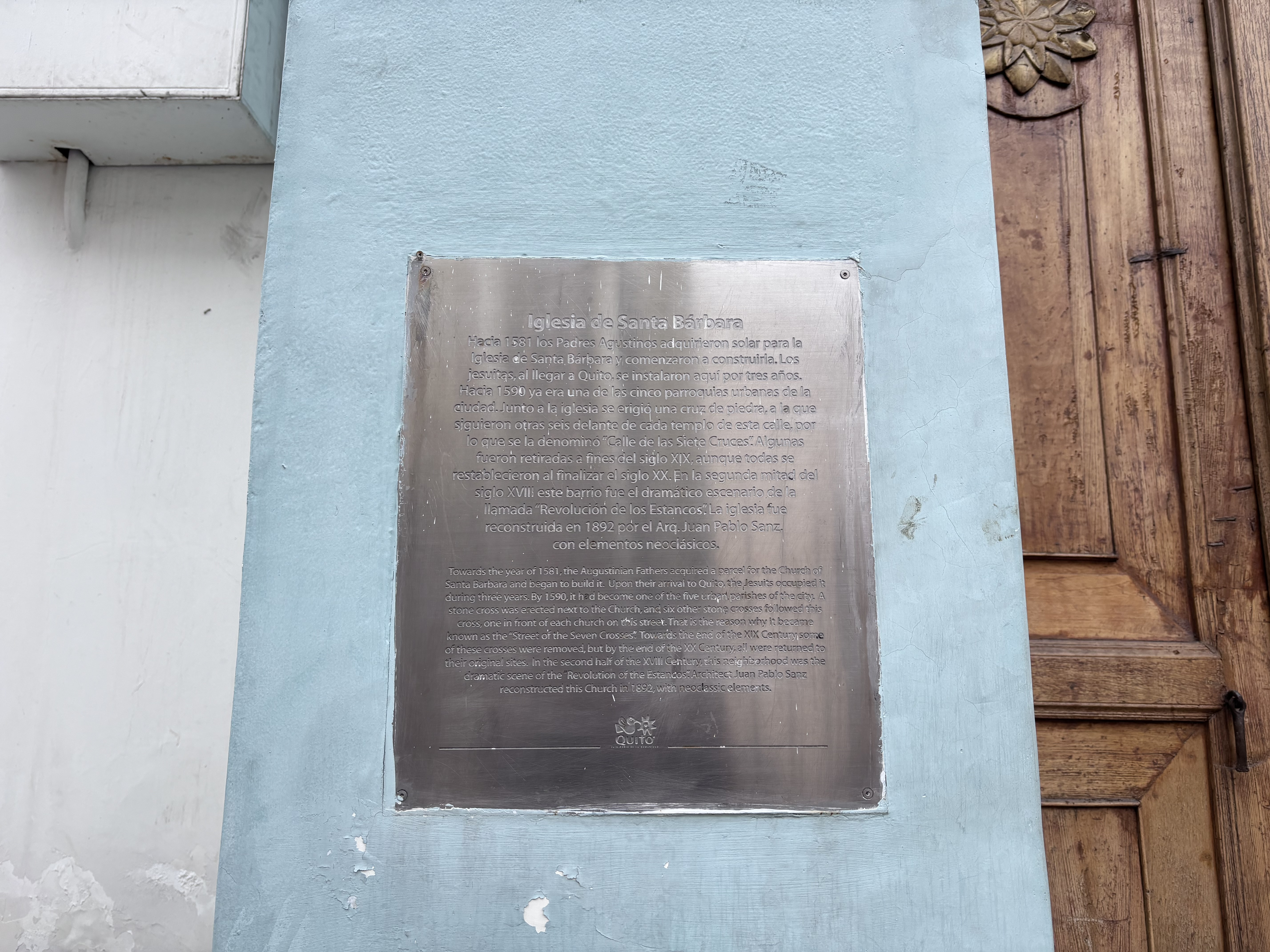
Placa

Debido a los terremotos, sólo quedan los cimientos de la estructura original del siglo XVI. En 1892, Juan Pablo Sanz se encargó de su reconstrucción en un estilo neoclásico Finalmente, se tuvo que hacer una nueva restauración en 1987 también a causa de los terremotos

## Descripción
Es una iglesia de planta de cruz griega. y de estilo neoclásico, compuesta de una cúpula de hierro y zinc además de dos campanarios que dan hacia el sur. Dos puertas de madera permiten el ingreso a un interior sencillo donde predominan los colores pastel. El retablo principal es de madera de cedro y pan de oro El atrio de la iglesia contiene una pileta de bronce

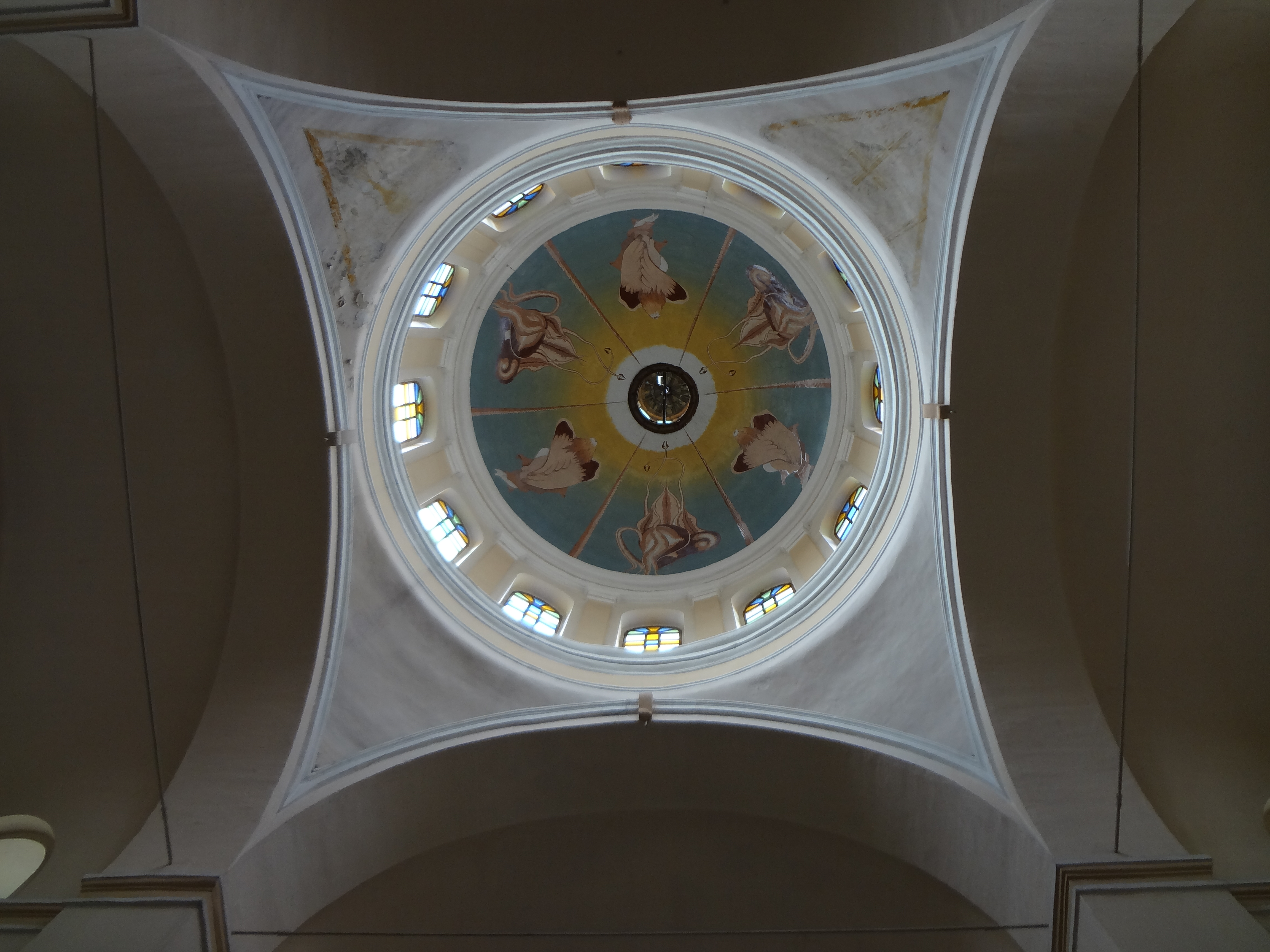
Cúpula, vista interior.
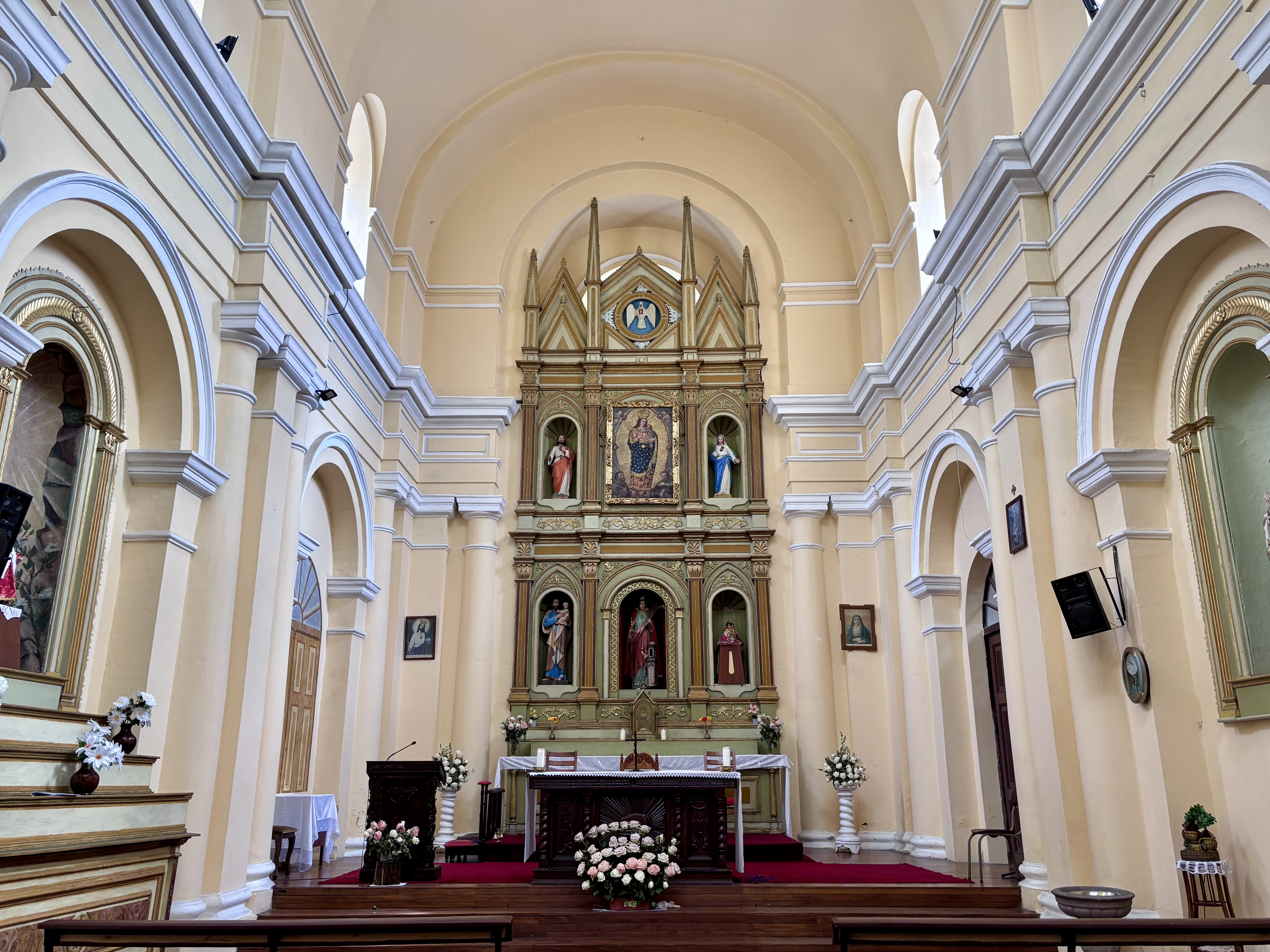
Altar de madera y pan de oro
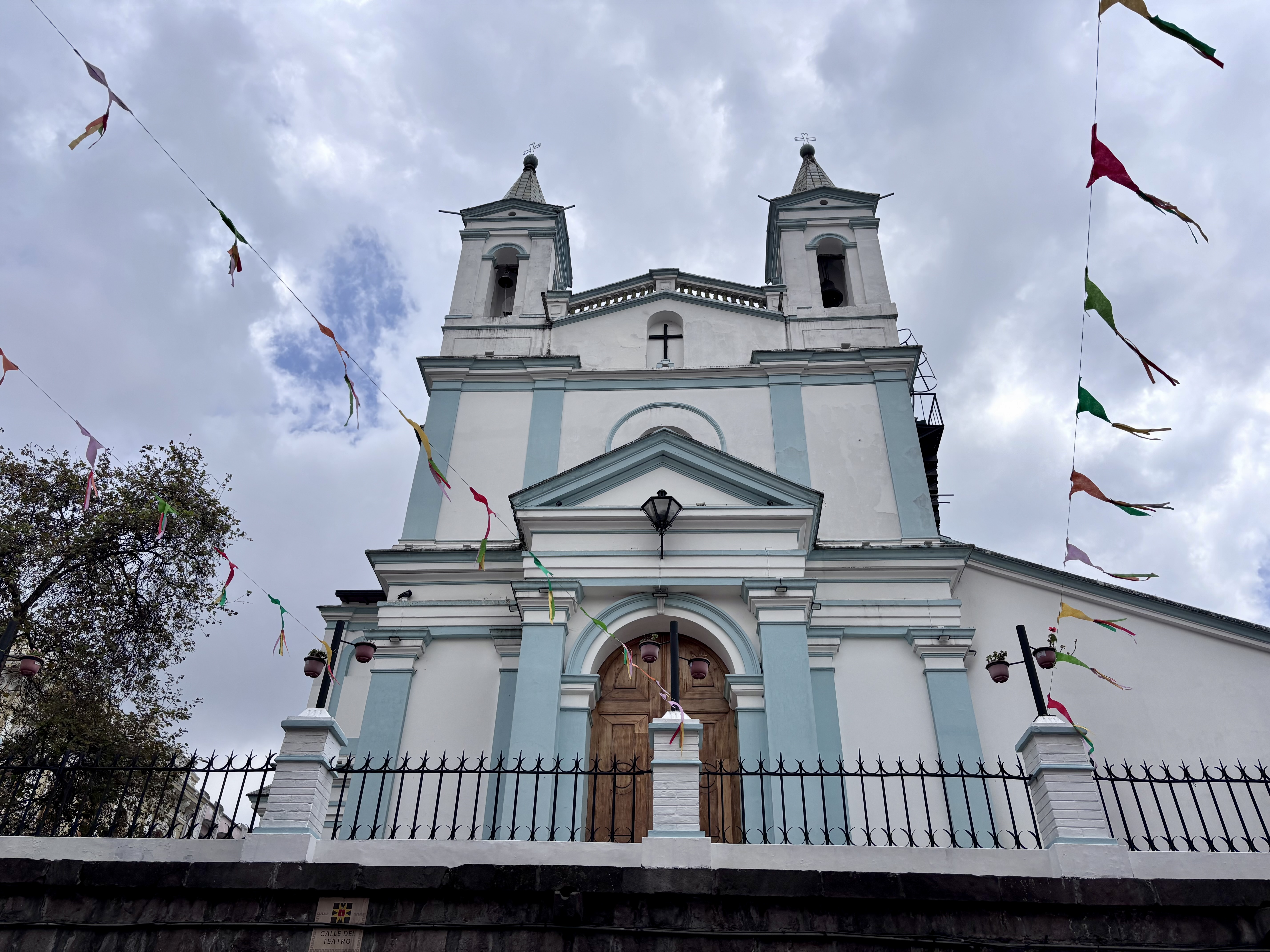
Pórtico norte y torres
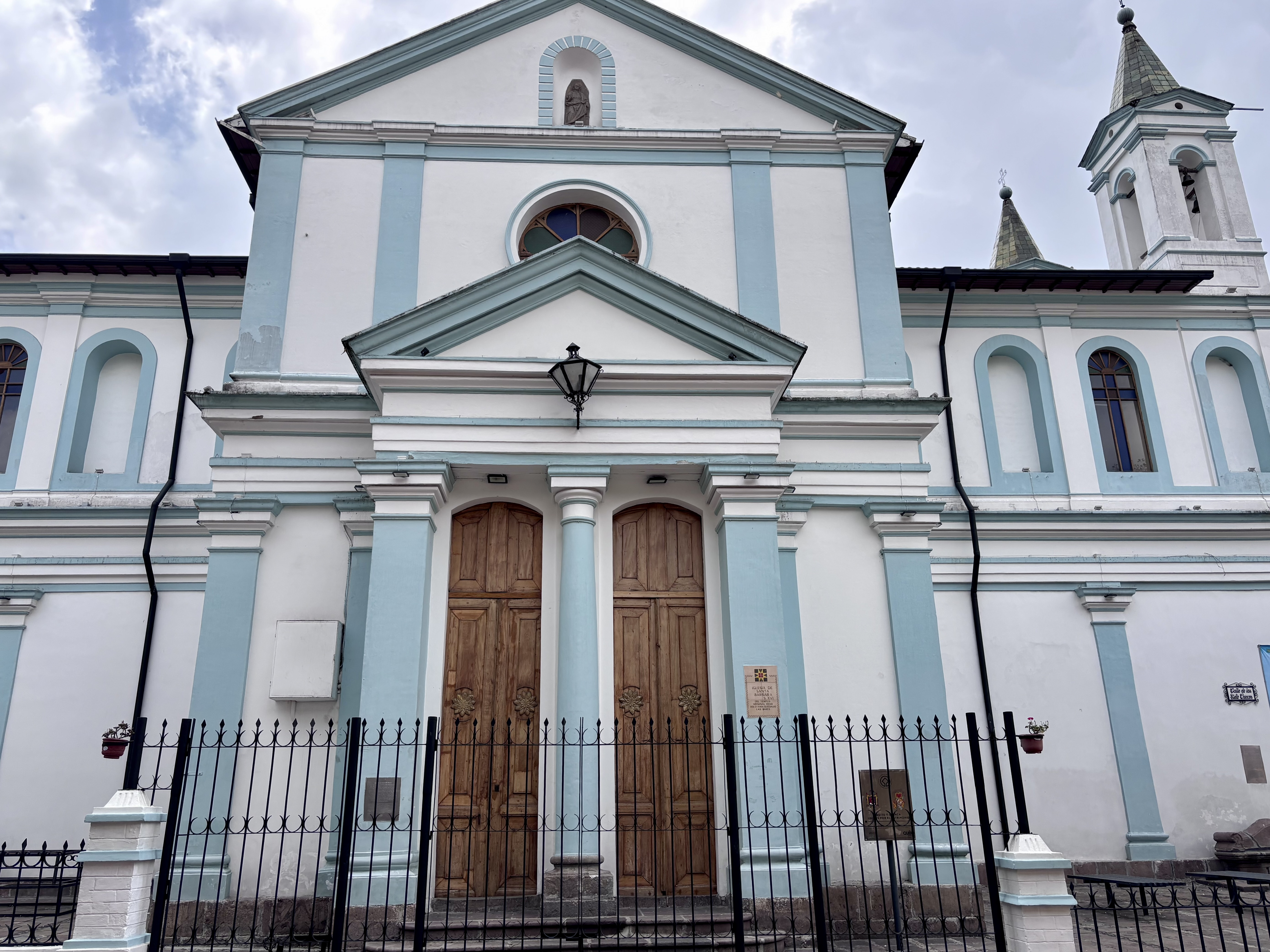
Pórtico occidental.
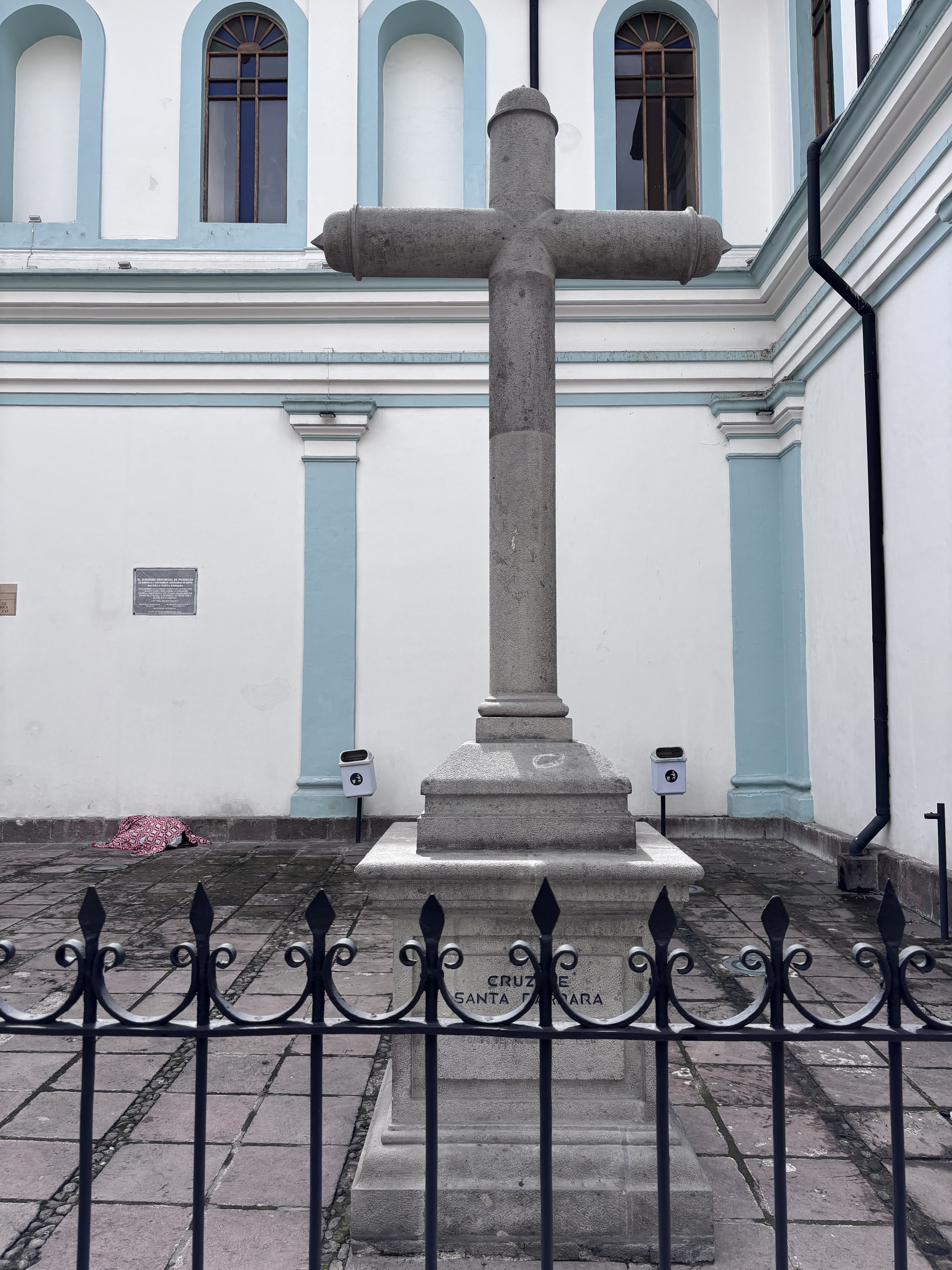
Cruz
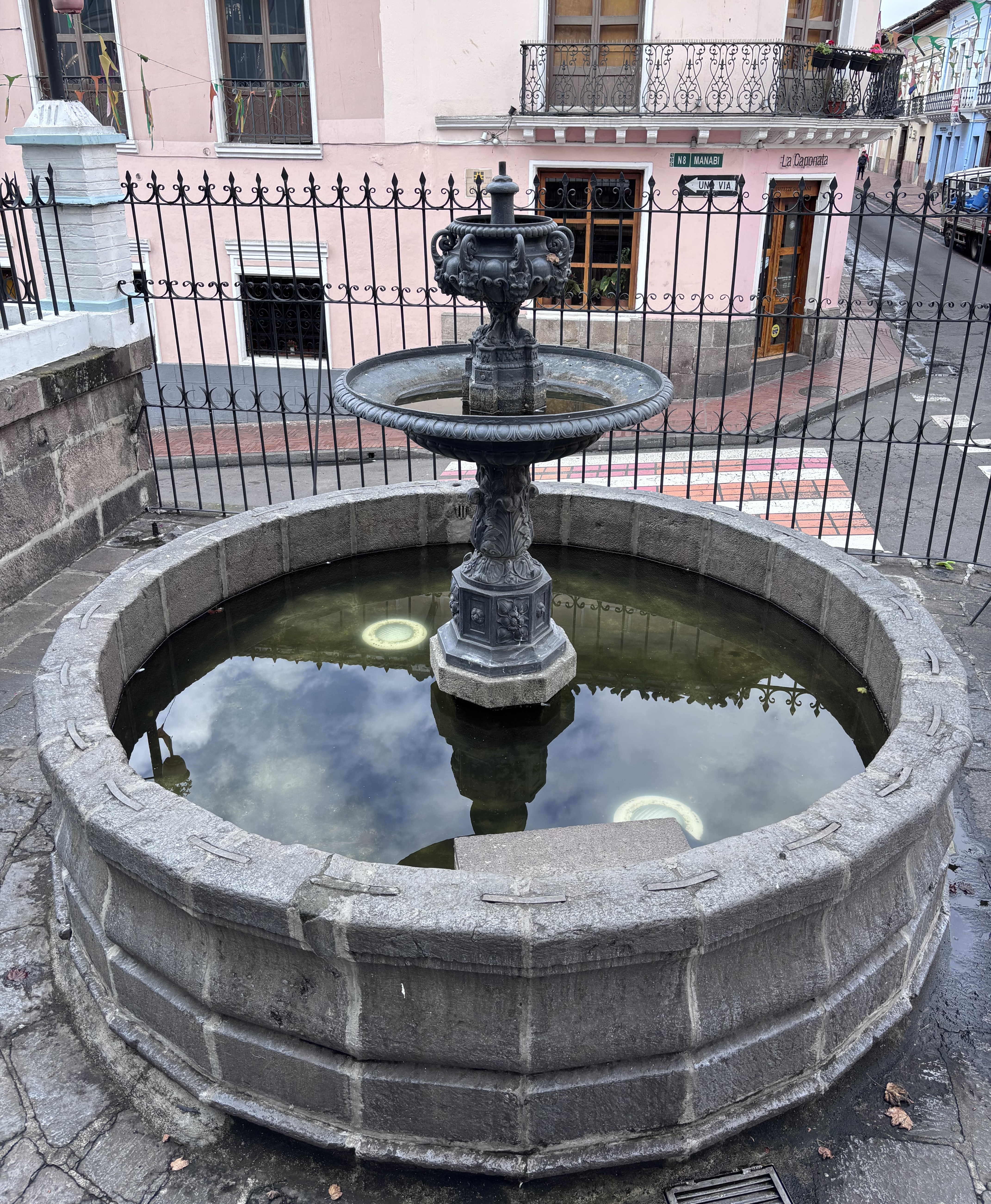
Pileta
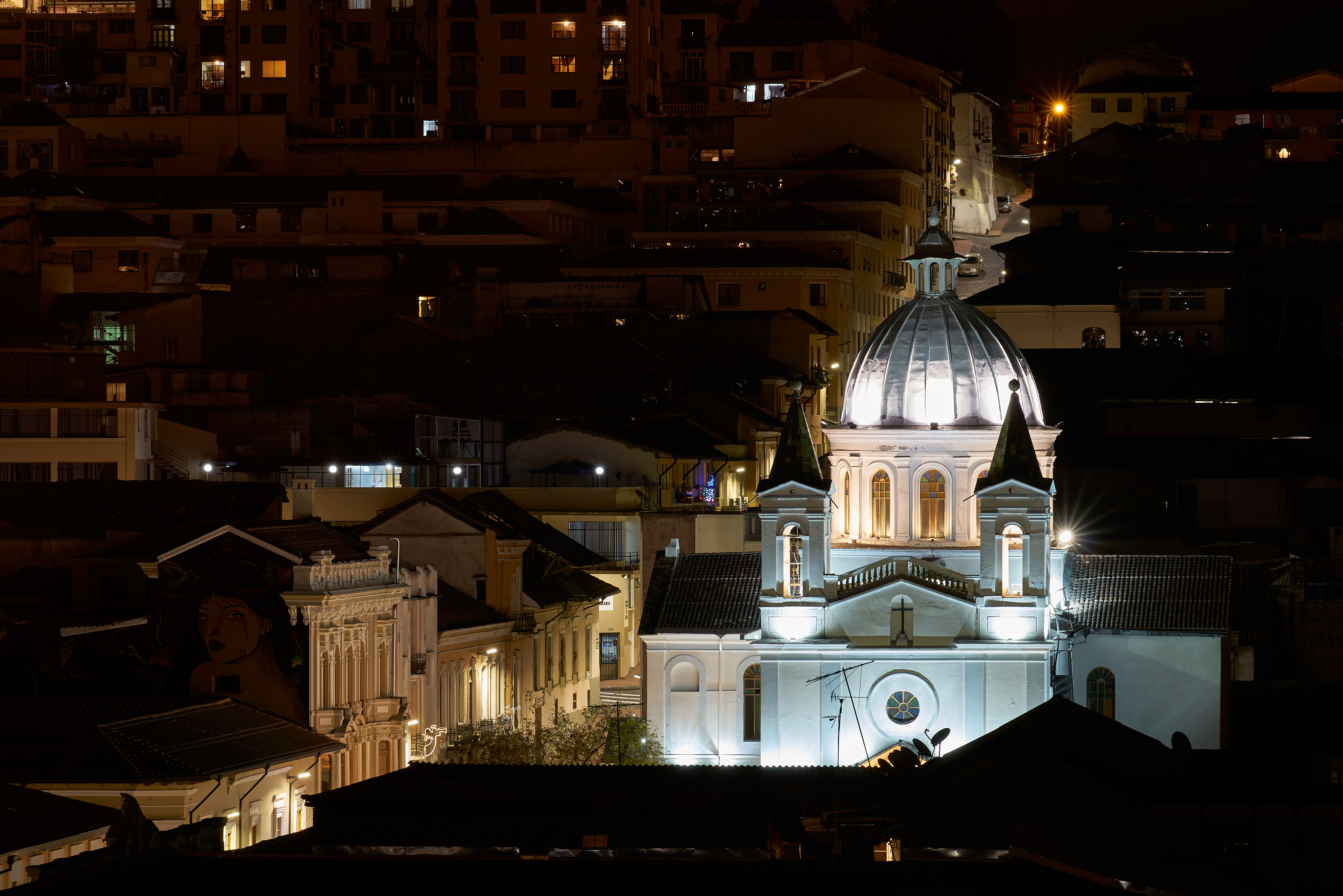
Cúpula y torres, vista nocturna